# Saarlouis
Saarlouis er en by i Saarland, Tyskland. I 2007, havde byen et indbyggertal på 38.189. Byen ligger omkring 10 kilometer fra grænsen til Frankrig.

## Eksterne links
- Wikimedia Commons har flere filer relateret til Saarlouis